# Automolis bicolora
Automolis bicolora là một loài bướm đêm thuộc phân họ Arctiinae, họ Erebidae.